# Maranathakerk (Tilburg)
De Maranathakerk is een kerkgebouw in Tilburg in de Nederlandse provincie Noord-Brabant. De kerk staat aan de Professor Cobbenhagenlaan 19 in de wijk De Reit. Op ongeveer 500 meter naar het oosten staat de Opstandingskerk.
De naam van de kerk verwijst naar maranata.

## Geschiedenis
Vanaf 1958 werd in De Reit een nieuwe woonwijk ontwikkeld.
In 1962 werd er een nieuwe rooms-katholieke parochie opgericht met de naam Wederkomst van Christus – Maranatha. Deze parochie werd gericht op het hoger onderwijs in de gehele stad.
In 1966 kwam er een nieuw kerkgebouw gereed naar het ontwerp van architect Jos. Bedaux.

## Opbouw
Het georiënteerde bakstenen kerkgebouw is in moderne stijl opgetrokken. De kerk wordt gedekt door een hellend plat dak en heeft een binnenhof. Bij de kerk is er een klokkenstoel geplaatst met luidklok.